# Fondation Blachère
La Fondation Blachère est une fondation créée en 2004 à Apt dans le Vaucluse par l'entreprise Blachère illumination et son président Jean-Paul Blachère.

## Présentation
La Fondation Blachère est une institution privée entièrement consacrée à l’art contemporain africain anciennement située dans la ville d'Apt, en pleine zone industrielle, dans les locaux de l'entreprise. La Fondation a été transférée le 29 juin 2023 à Bonnieux (Vaucluse), dans une ancienne gare et cave viticole dont le dernier propriétaire était le styliste Pierre Cardin.
La Fondation Blachère est la première structure en Europe à avoir ouvert la voie au mécénat de l'art contemporain d'Afrique en France, en proposant un espace d’exposition aux artistes du continent africain et de sa diaspora, connus et inconnus. Elle constitue un espace d’exposition et de création pour les artistes. Elle a largement contribué à faire connaître les artistes africains. Depuis son ouverture, près de 350 artistes y ont été accueillis en résidence et plus de 50 expositions personnelles et thématiques y ont été organisées.